# Marie-Louise de Peguilhan de Larboust
Marie Louise Peguilhan de Larboust (* 1725 oder 1726 in Auch; † 13. September 1812 in Gensac-sur-Garonne) war eine französische Äbtissin.

## Leben
Marie-Louise Pierre de Péguilhan de Larboust war die älteste Tochter von Urbain de Péguilhan († 1777), Vicomte de Larboust, und dessen Ehefrau Anne de Pilotte. Ihr Bruder Denis Péguilhan de Larboust war Maître de l’oratoire, Staatsrat und Kommendatarabt von Saint-Aignan und Breuil.
Marie-Louise war Professschwester im Fontevristenpriorat Paravis in Feugarolles, bis sie mit königlichem Brevet vom 11. Januar 1781 zur Äbtissin der Abtei Saint-Loup-lès-Orléans ernannt wurde. Die Benediktion erhielt sie am 29. April 1781 im Fontevristenpriorat Longages durch Bischof Pierre-Joseph de Lastic-Lescure von Rieux. Sie hatte die Leitung der Abtei bis zum 1. September 1792, als diese von den revolutionären Behörden geschlossen wurde.
Nach der Schließung der Abtei lebte sie zunächst in Orléans, dann wohl in Gensac-sur-Garonne, wo sie am 13. September 1812 im Alter von 86 Jahren starb und begraben wurde.